# Lunettentracé
Het Lunettentracé was een mogelijke spoorlijn voor een verbinding tussen de stad Utrecht en de nieuwe woonkern Nieuwegein, een stedelijke uitbreiding van de bestaande dorpskernen van Vreeswijk en Jutphaas, en daarnaast een aftakking naar IJsselstein.
Begin jaren 70 bestudeerde men de mogelijkheden Nieuwegein te voorzien van een hoogwaardige openbaarvervoerverbinding. Men had de keuze uit een trein (zoals de Zoetermeerlijn), een trolleybus of een sneltram. Het treintracé zou volgens de plannen via Lunetten lopen terwijl het trolleybus- en sneltramplan voorzag in een route via het Utrechtse Kanaleneiland.
Bij de treinvariant zou de spoorlijn na Lunetten en het viaduct van Rijksweg 12 afbuigen van de spoorlijn Utrecht – 's-Hertogenbosch.

## Beoogd tracé
Volgens de nota uit 1972 over deze mogelijke spoorlijn zou de lijn vanaf Utrecht CS eerst gebruikmaken van het bestaande tracé Utrecht – 's-Hertogenbosch met een nieuw station Utrecht Lunetten. In een later stadium had men aparte sporen willen aanleggen met ook haltes nabij de Nicolaas Beetsstraat en Tolsteeg.
Even ten zuiden het viaduct van Rijksweg 12 takte het tracé af naar westelijke richting met in Nieuwegein de eerste halte Plettenburg. Vanaf de halte Zuilenstein zou min of meer het huidige tracé van de sneltram worden gevolgd met de haltes Batau Noord, Wijkersloot Noord (nabij Richterslaan) en Centrum West. Hier vertakte de lijn zich in een tak naar Nieuwegein-Zuid met de haltes Centrum Oost, Oudegein, Zandveld en Nieuwegein-Zuid. De andere tak liep naar IJsselstein met de haltes Doorslag, IJsselveld Oost, IJsselveld West en Achterveld.

## Verwachte realisering
De spoorlijn zou in drie fasen kunnen worden aangelegd. In eerste instantie de aftakking Lunetten – Nieuwegein Centrum. Daarna zou men tussen Utrecht CS en Lunetten aparte sporen aanleggen en als laatste de aftakkingen naar Nieuwegein-Zuid en IJsselstein. Men dacht de lijn binnen 10 jaar geheel voltooid te hebben (dus in 1982).
Binnen Nieuwegein en IJsselstein zou de baan geheel ongelijkvloers op een viaduct worden aangelegd. De uitvoering zou in sommige opzichten veel lijken op de uitvoering van de Zoetermeerlijn.
Het lag in de bedoeling om net als op de Zoetermeerlijn de dienst geheel met zogeheten Stadsgewestelijk Materieel uit te voeren. Anticiperend hierop werd op de koersrol van de eerste sprinters de bestemming "Nieuwegein" al opgenomen.
De reistijd naar Nieuwegein Centrum zou volgens de nota 19 minuten bedragen, naar Nieuwegein-Zuid 28 minuten en naar IJsselstein 29 minuten. Men ging hier nog uit van de rijtijden van Plan V en verwachtte bij het SGM een rijtijd van 5 minuten korter. Dit zou dan iets korter zijn dan de huidige rijtijd van de sneltram. Als frequentie was voorzien 8 maal per uur in de spits en 4 maal per uur daar buiten. Men verwachtte in 1980 maximaal 22.800 tot 25.000 reizigers per dag in beide richtingen.
Minister Tjerk Westerterp wilde op het project echter 28 miljoen gulden besparen door te kiezen voor een variant waarbij de baan laag in plaats van hoog gelegen zou zijn en de meeste kruisingen gelijkvloers zouden kunnen worden. Hierbij was ook een lichter materieeltype noodzakelijk dan de sprinter.

## Sneltram
Uiteindelijk kwam men hierbij uit op een sneltram en werd er niet gekozen voor de treinvariant, waarbij vanwege het lichte materieeltype een apart spoortracé noodzakelijk zou zijn naast het normale.
Men koos voor de sneltram Utrecht via Kanaleneiland. Deze route was korter en ook Kanaleneiland kon daardoor van een tramverbinding worden voorzien. De sneltram werd wel door de Nederlandse Spoorwegen aangelegd, maar de exploitatie werd uitbesteed aan busdochter Westnederland. De lijn werd geopend in 1983.